# Far Rockaway – Mott Avenue (métro de New York)
Far Rockaway – Mott Avenue est une station aérienne du métro de New York située dans le quartier de Far Rockaway dans le Queens. Elle constitue l'un des trois terminus sur de la desserte A, et le terminus est de l'IND Rockaway Line qui est issue du réseau de l'ancien Independent Subway System (IND). Elle est également le terminus « habituel » de la desserte A, et est la station du réseau située le plus à l'est.
Un seul service y circule 24/7 : la desserte A.